# Oligia alta
Oligia alta là một loài bướm đêm trong họ Noctuidae.